# Повіт Хіґасі-Окітама
Пові́т Хіґа́сі-Окіта́ма (яп. 東置賜郡, ひがしおきたまぐん, МФА: [çigaɕi okʲitama guɴ]) — повіт в префектурі Ямаґата, Японія.